# Oogeneza
Oogenéza je razvoj jajčnih celic (jajčec), torej ženskih spolnih celic.
Časovni razpored dobe razmnoževanja, dobe rasti in dobe zoritve je v procesu oogeneze precej drugačen kot v procesu spermatogeneze. Oogeneza se začne v jajčniku, njeno dokončanje pa se med živalskimi vrstami razlikuje. Pri morskem ježku se konča že v jajčniku in z ovulacijo se sprosti zrela jajčna celica. Pri glisti poteče oogeneza do primarnega oocita, ki mora biti nato osemenjen s semenčico, da se sproži zoritvena delitev. Pri sesalcih pa se zoritvena delitev začne v jajčniku, kjer poteče do sekundarnega oocita, njeno končanje in nastanek zrele jajčne celice pa sproži osemenitev.

## Pri sesalcih
Pri sesalcih se mitotične delitve oogonijev v jajčniku zaključijo že v embrionalnem obdobju in celice z rastjo preidejo v primarne oocite, ki so diploidni. Začne se prva mejotična delitev, ki pa se ustavi v diplotenu profaze prve mejotične delitve. Ta podaljšani diploten traja do ovulacije med spolno zrelostjo in se imenuje diktioten. V tem času se v celici akumulirajo rezervne snovi, celica raste, na njeni površini pa se izoblikuje jajčna ovojnica. Velika intenzivnost biosintetskih procesov se kaže v despiralizaciji profaznih kromosomov, kar omogoča prepisovanje iz DNK v RNK.
Nadaljevanje oogeneze sledi ob spolni zrelosti. Običajno po en primarni oocit vstopi v nadaljnje faze oogeneze med vsakim razmnoževalnim ciklusom (pri človeku na 28 dni). S končano prvo mejotsko delitvijo nastaneta dve haploidni celici, ki sta različno veliki. Večina citoplazme ostane v večji celici, ki preide v drugo mejotično delitev, manjši polocit pa prej ali slej propade. Tudi citokineza druge mejotične delitve je asimetrična, tako da zopet nastane polocit, ki propade, in pa večja zrela jajčna celica (ovum).
Pri sesalcih se druga mejotična delitev dokonča samo, če semenčica prodre v sekundarni oocit, sicer pa ta ostane v metafazi druge mejotične delitve, v stanju, v kakršnem se z ovulacijo sprosti iz jajčnika. Zrela jajčna celica je običajno okrogla in bistveno večja od povprečnih telesnih celic. V citoplazmi vsebuje večjo ali manjšo količino rumenjaka, pod plazmalemo pa je plast sekrecijskih vakuol, katerih eksocitoza se sproži z oploditvijo. Plazmalema je prekrita z dodatno glikoproteinsko ovojnico, ki vsebuje receptorje za semenčice. Pri nesesalskih jajčnih celicah se imenuje vitelinska ovojnica, pri sesalskih jajčnih celicah pa steklasta kožica (zona pellucida).
Pri sesalcih so oociti v ovariju obdani s foliklovimi celicami, ki oocit prehranjujejo. V skorji ovarija poteka vzporedno z dozorevanjem oocita tudi spreminjanje značilnosti foliklovih celic. Ob rojstvu so primarni oociti obdani z enoslojnim ploščatim epitelom foliklovih celic, ki skupaj s foliklovim epitelom tvorijo primordialni folikel. Nekateri izmed primordialnih foliklov začnejo rasti in se razvijati. Tem foliklom pravimo primarni folikli. Foliklove celice postanejo visokoprizmatske, epitel pa večplasten. Foliklov epitel je obdan z bazalno lamino, ki loči folikel z oocitom od drugih celic v jajčniku. Poveča se tudi primarni oocit, ki dobi na površini plast proteoglikanov (steklasta kožica), pod plazmalemo pa se pojavijo kortikalna zrna. Naslednja stopnja v razvoju foliklov je sekundarni folikel, kjer se v večplastnem foliklovem epitelu začnejo pojavljati špranje, napolnjene s tekočino, ki se združijo v večjo votlino. Tako nastane zrel folikel. Oocit ostane obdan s foliklovimi celicami, ki tvorijo griček v steni zrelega folikla. Prva mejotična delitev oocita se v zrelem foliklu nadaljuje in dokonča. Sekundarni oocit preide v drugo mejotično delitev, ki se ustavi v metafazi. Hkrati se zreli folikel močno poveča, se premakne tik pod površino jajčnika in poči (ovulacija). Pri tem se sekudarni oocit, obdan z nekaj sloji foliklovih celic, sprosti v trebušno votlino. Iz preostalega folikla se razvije rumeno telesce.